# Синхронный способ передачи данных
Синхронный способ передачи данных — способ передачи цифровых данных по последовательному интерфейсу, при котором приёмнику и передатчику известно время передачи данных, то есть, передатчик и приёмник работают синхронно, в такт. Синхронизация приёмника и передатчика достигается либо путём ввода синхронизирующей последовательности (например, в начале передачи данных передаётся детерминированный сигнал с известным переключением состояний из «нуля» в «единицу», по времени прихода происходит синхронизация приёмника и передатчика, путём выставления стробирующих импульсов в центр битового интервала), либо путём применения способа кодирования с самосинхронизацией при передаче каждого бита данных. К самосинхронизирующим кодам относят: RZ, Манчестер-II, MLT-3.

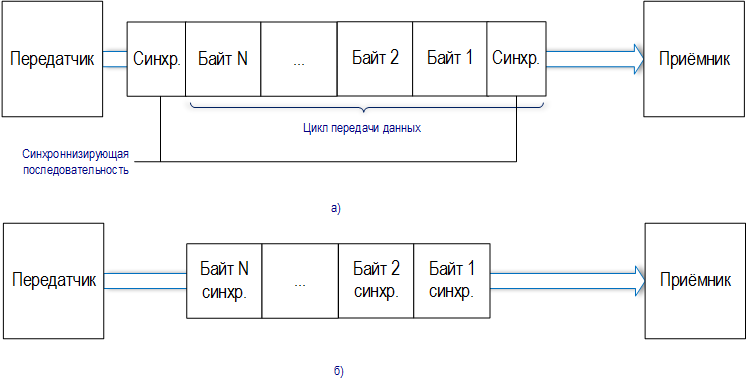
Синхронный способ передачи данных: а) с применением синхронизирующей последовательности; б) с применением самосинхронизирующегося канального кодирования

Основная статья: Физическое кодирование

## История
Вопрос синхронизации встал при появлении аппарата Бодо, где синхронизация приёмника и передатчика осуществлялась путём выставления специальных грузиков для синхронизации. Советскими специалистами был усовершенствован аппарат и введена дуплексная синхронизация, что позволило увеличить дальность передачи данных, полосу пропускания и скорость передачи данных.

## Преимущества
- Высокая эффективность передачи данных
- Высокая скорость передачи данных

## Недостатки
- Сложность построения оборудования